# Restaurant Casa Ramonet
El Restaurant Can Ramonet és un establiment de la Barceloneta inclòs en l'Inventari del Patrimoni Arquitectònic Català.

## Descripció
Establiment situat en una estreta illa de cases de planta rectangular ocupant la planta baixa i el primer pis amb l'entrada afrontada al carrer de la Maquinista, al tester de l'edifici. Les façanes del local segueixen la mateixa composició de la resta de l'edifici que consisteix en una composició dividida per trams horitzontals i eixos verticals marcats per les obertures. Les portes d'accés són de fusta algunes originals i encara conserven certa imatge de les primigènies cases de la Barceloneta.
Pel que fa a l'espai interior, aquest s'organitza amb la planta baixa que consta d'una barra i servei de bar i diversos espais de menjador a la planta baixa amb mosaics col·locats segurament durant la reforma de 1963 a la paret i una altra sala al primer pis.

## Història
Anteriorment en aquest local hi havia hagut un magatzem de vins i una taberna per a pescadors. El negoci obrí com a restaurant Casa Ramonet el 1956. El 1963 s'efectuà una reforma de l'interior en la qual es canvià el mosaic hidràulic i de la cuina.